# Wellier Kolk
Der Wellier Kolk ist ein linksseitiger Altarm der Weser. Er liegt südlich von Wellie, einem Ortsteil des Fleckens Steyerberg im Landkreis Nienburg, innerhalb des rund 410 ha großen Landschaftsschutzgebietes „Weseraltarm westlich der Staustufe Landesbergen“.
Der Wellier Kolk ist circa 2,5 km lang und im Schnitt weniger als 100 m breit. Er hat im Süden mit dem Bruchgraben und dem Schinnaer Graben zwei Zuflüsse. Im Norden entwässert er über den Kolkgraben in die Wellier Schleife, einen weiteren Altarm der Weser, welcher unter Naturschutz steht. Der Altarm der Weser stellt einen günstigen Lebensraum für Wat- und Wasservogelarten dar und hat insbesondere auch eine Bedeutung als Rastgebiet für durchziehende Vogelarten.
Im Nordwesten des Wellier Kolkes befindet sich eine Badestelle mit einem Badesteg mit Einstiegsleiter, einem kleinen Strand und einer Liegewiese. Der Kolk wird auch als Angelgewässer genutzt. An den Kolk grenzen überwiegend landwirtschaftliche Nutzflächen.